# Stephos kurilensis
Stephos kurilensis is een eenoogkreeftjessoort uit de familie van de Stephidae. De wetenschappelijke naam van de soort is voor het eerst geldig gepubliceerd in 1973 door Kos.